# UTC+05:30

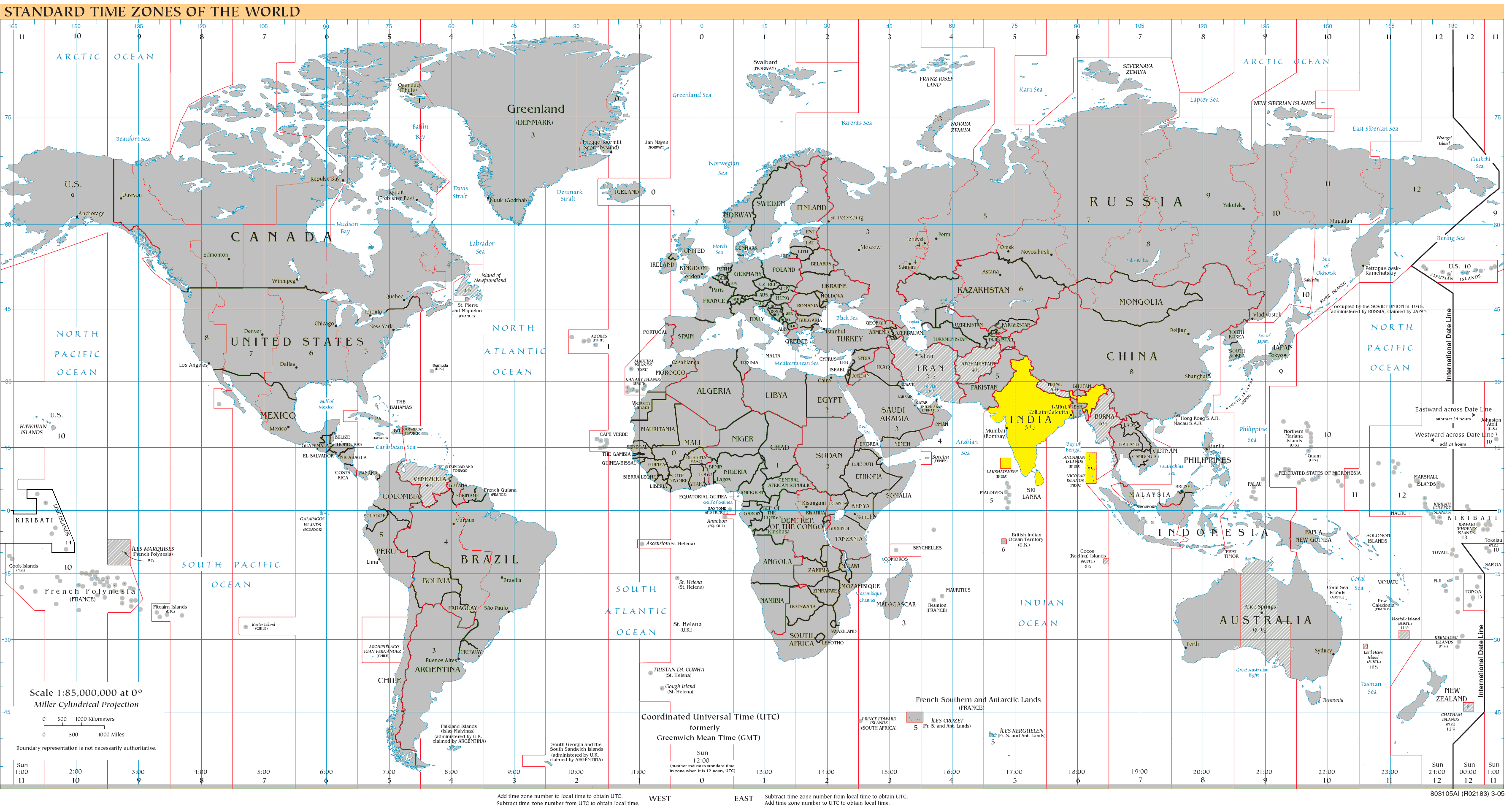
UTC+05:30:Blau (desembre), taronja (juny), groc (l'any sencer), blau clar (àrees marines)

UTC+05:30 és una zona horària d'UTC amb 5 hores i mitja de retard de l'UTC. El seu codi DTG és E+, E*  o E0.

## Zones horàries
- Indian Standard Time (IST)
- Sri Lanka Standard Time (SLST)

## Franges

### Temps estàndard (l'any sencer)
- Índia
- Sri Lanka

## Geografia
UTC+05:30 és la zona horària nàutica que comprèn l'alta mar de 82,5° E de longitud.